# Aeroportul Łódź Władysław Reymont
Aeroportul Łódź Władysław Reymont (IATA: LCJ, ICAO: EPLL) este un aeroport din Q11763097⁠(d), Polesie⁠(d), Łódź, Voievodatul Łódź, Polonia ce deservește zona Łódź. Aeroportul a fost tranzitat în 2023 de 356.878 de pasageri. A fost deschis în 13 septembrie 1925 și numit după Władysław Reymont.
Situat la o altitudine de 184 m, aeroportul dispune de 1 pistă.

## Infrastructură

### Piste
Aeroportul dispune de o singură pistă. Pista 07/25 are suprafața de asfalt și dimensiunile 2.500 m × 45 m. 